# Powrót (film 1976)
Powrót – polski film obyczajowy z 1976 roku w reż. Filipa Bajona. W filmie wystąpili dwaj czołowi polscy bokserzy: Jan Szczepański (w roli głównej) i Zbigniew Pietrzykowski oraz ciężarowiec Waldemar Baszanowski.

## Opis fabuły
Niemłody już jak na swoją dyscyplinę bokser – 30-letni Jan po czterech latach przerwy powraca do treningów. Chce sobie i innym udowodnić, że wciąż może jeszcze być najlepszy. Pomimo wielu trudności (początkowa niechęć środowiska, przeciwwskazania zdrowotne) dzięki samozaparciu i ambicji, dopina swego – zdobywa złoty medal na igrzyskach olimpijskich.

## Role
- Jan Szczepański – bokser Jan
- Ryszard Dyja – kierownik sekcji
- Zbigniew Pietrzykowski – trener
- Michał Sprusiński – prezes klubu
- Mieczysław Waśkowski – lekarz
- Ludmiła Łączyńska – żona prezesa klubu
- Zofia Merle – żona Jana
- Joachim Lamża – Kaleta
- Tadeusz Bartosik – działacz
- Waldemar Baszanowski – on sam

i inni.